# Samson et le lion
Samson et le lion est une gravure sur bois datée vers 1497-1498, de l'artiste de la Renaissance allemande Albrecht Dürer (1471-1528).
Samson et le lion est un des principaux grands bois contemporains de L'Apocalypse.

## Iconographie
Selon le principe de correspondance entre l'Ancien et le Nouveau Testament, le combat que mène Samson contre le lion est une préfiguration de la lutte du Christ contre Satan. Dürer enrichit cette lecture traditionnelle en y ajoutant un rapprochement avec l'Antiquité païenne, dans la mesure où son Samson et le lion est sans doute le pendant de l'Hercule vainqueur de Cacus. Les deux œuvres ont en commun leur technique, leur format et leur composition. Elles font ensemble écho à l'exhortation, formulée par Dürer dans le projet de préface de son Traité des proportions du corps humain, à recourir davantage aux modèles antiques pour représenter les thèmes chrétiens, ainsi Vénus pour la Vierge ou Hercule pour Samson.

## Analyse
La représentation du personnage biblique qui prend le dessus sur le fauve en l'enfourchant et en lui écartant les mâchoires de ses deux mains avant de les briser rappelle les cuivres de Maître E. S., d'Israhel van Meckenem ou encore du Maître du Livre de Raison. En ayant recours pour cette œuvre, de format folio, à la gravure sur bois, Dürer montre toute l'importance qu'il attribue artistiquement à la xylographie.
Ce bois compte parmi les plus virtuoses de l'artiste. La gueule du lion et sa crinière, ainsi que les drapés bouillonnants et vibrants de l'ample manteau de Samson, sont de véritables prouesses techniques. A la férocité de l'animal sauvage répond la bravoure du héros. L'étude de la matrice, conservée au Metropolitan Museum of Art, a poussé certains à considérer qu'elle avait été gravée par Dürer lui-même, mais cette hypothèse a été largement remise en cause par Peter Parshall en 1994. Pour ce bois, comme pour les autres, Dürer a très certainement fait appel à des graveurs professionnels. Il n'en demeure pas moins qu'un tel résultat ne put être obtenu que par une supervision étroite et active de l'artiste.